# Bajia, Chongqing
Bajia (kinesiska: 巴家) är en tidigare socken i sydvästra Kina. Den låg i storstadsområdet Chongqing,, omkring 280 kilometer sydost om det centrala stadsdistriktet Yuzhong. Antalet invånare vid folkräkningen 2010 var 4 016. Befolkningen bestod av 2 010 kvinnor och 2 006 män. Barn under 15 år utgör 28,0 %, vuxna 15-64 år 60 %, och äldre över 65 år 10,0 %.
I mars 2011 slogs socknen samman med köpingen Meijiang. 